# Cerne Abbas
Cerne Abbas je naselje in civilna župnija v grofiji Dorset v Južni Angliji  v upravnem okrožju Zahodni Dorset (West Dorset) v dolini Cerne na gričevju Dorset (Dorset Downs). Je vzhodno od ceste, 10 km severno od Dorchestra. Po podatkih iz leta 2013 je v župniji 820 prebivalcev. Ob popisu leta 2011 je bilo skupaj z majhno sosednjo župnijo Up Cerne 784 prebivalcev. 
Kraj je pomemben zaradi  Nespodobnega velikana, podobe velikega golega moškega iz krede na hribu.

## Zgodovina
Vas Cerne Abbas je nastala okoli velikega benediktinskega samostana, ki je bil ustanovljen leta 987.  V zemljiški knjigi (Domesday Book) iz leta 1087 je zapisano, da je obdelovalne zemlje za dvajset plugov, v vasi je 26 tlačanov in 32 kočarjev. Več kot 500 let je opatija obvladovala območje. Leta 1539 je bila predana Henriku VIII. ob razpustitvi samostanov in bila precej uničena; ohranjena sta del opatove verande in opatijsko gostišče. Cerkev svete Marije je opatija zgradila za župnijo v poznem 13. stoletju in je v središču župnije ter je ohranila številne prvotne značilnosti.
V stoletjih po razpadu je vas uspevala kot majhen trg. Gospodarstvo je delno temeljilo na varjenju piva in podzemni vodi, znani po kakovosti, ki so jo prodajali celo v London in izvažali v Ameriko. Nekoč je imel Cerne Abbas 14 gostiln za obiskovalce in približno 1500 prebivalcev. Razpoložljiva vodna energija je bila podlaga za mletje, strojenje, tkanje svile, izdelavo rokavic in klobukov ter številne druge manjše delavnice.
Železnica je v 19. stoletju Cerne obšla in vas je zatonila. Do leta 1906 se je prebivalstvo prepolovilo, veliko hiš je bilo v slabem stanju. Leta 1919 je bila vas prodana nepremičninski družbi Pitt-Rivers. [7] Zdaj imajo lokalno šolo, pošto, tri preostale zgodovinske hiše, čajnico in številne druge trgovine.
Pevsner pravi, da je bil samostan Farm House, obnovljen po požaru v 1750-ih, nekdaj glavna vstopna točka v opatijo.

## Znamenitosti
Cerne Abbas privablja številne turiste zaradi ulice, obkrožene s kamnitimi hišami, in opatije. Cerkev svete Marije je iz 13. stoletja, vendar je bila v glavnem obnovljena v 15. in začetku 16. stoletja ter delno rekonstruirana v 17. stoletju. Zanimive značilnosti so prižnica iz 17. stoletja in veliko vzhodno okno, ki je verjetno iz samostana. 

### Velikan
Najbolj znan je Nespodobni velikan, 55 metrov visoka gola podoba moškega, vklesana v kredno pobočje. Velikan, ki je v lasti National Trusta, naj bi bil za mnoge simbol plodnosti iz železne dobe, a je malo verjetno, da bi menihi iz opatije prenašali tako postavo, pa tudi zapisov pred 17. stoletjem ni. Mnogi znanstveniki zdaj mislijo, da je nastal v sredini 17. stoletja, čeprav je dokazana železnodobna naselbina v bližini.